# Zebulon Vance
Zebulon Baird Vance (13. maj 1830 til 14. april 1894) var en amerikansk advokat, officer i sydstatshæren under den amerikanske borgerkrig og politiker. Han blev to gange valgt som guvernør over North Carolina, og han blev valgt som senator for North Carolina. Vance var en dygtig forfatter og blev en af sydens mest indflydelsesrige ledere, både under og efter borgerkrigen. 

## Barndom
Vance blev født Buncombe County i North Carolina. Han var det tredje af otte børn. Hans onkel var kongresmedlemmet Robert B. Vance, og hans ældre bror var opkaldt efter denne onkel. Familien var forholdsvis velstående og ejede blandt andet 18 slaver, hvilket var ret mange uden for de helt store plantager. Som 12-årig blev han sendt til Washington College i Tennessee for at studere. Imidlertid måtte Vance forlade studiet allerede som 14-årig, da hans far døde. 
Vance besluttede sig for at tage en juridisk uddannelse, men savnede midler. 21 år gammel, skrev han til den tidligere guvernør, David L. Swain, der nu var rektor for University of North Carolina, og bad denne om et lån, så han kunne studere jura. På foranledning af Swain lånte universitetet 300 dollars til Vance, så han kunne gennemføre sit studium, hvilket han klarede fremragende. I 1852 etablerede han en sagførerpraksis i Asheville, North Carolina, og kort efter blev han valgt som offentlig anklager i byen. I 1853 giftede han sig med Harriet Espy, som han havde kendt, siden han var 14 år gammel. Sammen fik de fire sønner. 

## Karriere før borgerkrigen
Da han var 24, stillede Zebulon Vance op som kandidat til North Carolinas lovgivende forsamling som repræsentant for Whig-partiet. Han vandt valget og sad en enkelt periode i North Carolinas "State House", som forsamlingen blev kaldt. I 1856 opstillede han som kandidat til statens senat, men tabte dette valg, det eneste valg han nogensinde tabte. I 1858 blev kongresmedlem Thomas L. Clingman valgt til USA's senat og trak sig fra posten som medlem af Repræsentanternes Hus. Den ledige post skulle besættes ved et ekstraordinært valg, og her opstillede Vance og vandt valget sikkert. Med sine 28 år var Vance det yngste medlem af USAs Kongres. Vance havde på dette tidspunkt forladt Whig-partiet og repræsenterede nu det såkaldte "American Party", en politisk udløber af den såkaldte "Know Nothing" bevægelse, der florerede i USA i 1850'erne. 
I sin tid i kongressen var Vance tilhænger af Unionen, men samtidigt støttede han staternes selvstændige rettigheder. I 1861 var der tegn på, at North Carolina ville stemme for løsrivelse fra USA, og Vance opgav sin plads i kongressen og vendte tilbage til sin hjemstat og gik ind i den lokale milits.

## Borgerkrigen
Da North Carolina i maj 1861 vedtog forordningen om løsrivelse, var Vance udnævnt til kaptajn i en styrke, som blev kaldt "The Rough and Ready Guard", som var en del af North Carolinas 14. infanteriregiment. I august blev Vance valgt som oberst (militsen valgte sine egne officerer), for 26. North Carolina infanteriregiment. Regimentet deltog under Vances ledelse i Slaget ved New Bern i 1862 og i kampene ved Richmond samme år. I august forlod Vance militæret for at stille op som guvernør. Hans gamle regiment deltog i flere kampe, men blev til sidst nærmest udslettet i Slaget ved Gettysburg, hvor regimentet mistede 700 af de oprindeligt 800 soldater.
I september 1862 vandt Vance valget til guvernørposten. Han var da 32 år og én af de yngste guvernører i syden. Vance var en stor fortaler for individuelle rettigheder og lokalt selvstyre, hvilket bragte ham på kollisionskurs med Konføderationen og præsident Jefferson Davis. Således var North Carolina den eneste stat, der fastholdt reglen om, at ingen kunne fængsles vilkårligt, og at alle anholdte skulle fremstilles for en dommer (Writ of Habeas Corpus/(dansk: Habeas corpus-reglen), og i øvrigt holde sit retssystem fuldt funktionsdygtigt under hele borgerkrigen. Vance forbød også, at forsyninger, der blev smuglet ind i North Carolina, blev givet videre til andre stater, før North Carolina havde fået en passende andel. Vance arbejdede meget for at hjælpe og understøtte folkets moral under krigen, og det gav ham tilnavnet "Sydens krigsguvernør". Da han genopstillede til guvernørvalget i 1864 blev han genvalgt med stort flertal. I Iredell County fik han for eksempel 1.106 stemmer mod modkandidatens 97. 

## Efter borgerkrigen
Da borgerkrigen principielt sluttede med general Robert E. Lees overgivelse til Generalløjtnant Ulysses S. Grant ved Appomattox Courthouse den 9. april 1865 (enkelte styrker overgav sig ikke og fortsatte kampene frem til juni), stod Vance på tabernes side, og han blev arresteret af nordstatssoldater i maj 1865 og sat i fængsel i Washington DC. Han blev dog hurtigt "prøveløsladt" og vendte tilbage til North Carolina, hvor han etablerede sagførerpraksis i byen Charlotte. I 1870 valgte statens lovgivende forsamling ham til USA's senat, men da han fortsat var prøveløsladt, fik han ikke lov til at fungere som senator. I 1876 blev han igen valgt som guvernør, og i denne valgperiode fokuserede han meget på uddannelse. I 1879 valgte statens lovgivende forsamling ham igen til senatet, og denne gang fik han lov til at indtage pladsen, og han fungerede som senator til sin død i 1894. 
Begravelseshøjtideligheden blev holdt i senatets mødesal i i Washington DC, hvorefter Vances kiste blev ført til Asheville, hvor han i dag ligger begravet på Riverside Cemetery.

## Forskelligt
Vance er tillagt en række citater, mest kendt er nok hans udtalelse om borgerkrigen "The great popular heart is not now and has never been in this war. It was a revolution of the politicians, not the people" (Dansk: Nogenlunde: "Det store flertals hjerte er ikke, og har aldrig været med i denne krig. Det er politikernes revolution, ikke folkets").
I 1866 påtog Vance sig, af grunde der i dag i er ukendte, forsvaret af en fattig, tidligere sydstatssoldat, Thomas C. Dula, der var anklaget for mord på en ung kvinde. Hverken Thomas Dula, eller hans medanklagede havde råd til at betale for deres forsvar, og Vance, der på dette tidspunkt var nystartet som advokat, havde heller ikke selv mange penge. Rygter vil vide, at Vance blev overtalt til at tage sagen af en bekendt fra krigens tid, som han skyldte en tjeneste, men ingen ved det med sikkerhed. Sagen startede i efteråret 1866, men på grund af flere udsættelser og appeller blev den først bragt til afslutning i januar 1868, hvor Vance og hans klient tabte sagen. Thomas Dula blev dømt for mord på Laura Foster, og blev senere hængt. Efter hængningen påtog Vance sig også forsvaret af Ann Melton, der var anklaget som medskyldig i mordet. Her lykkedes det for Vance at få sin klient frikendt. 
Flere steder er opkaldt efter Vance, blandt andre byene Zebulon og Vanceboro, begge i North Carolina. Desuden Vance County på grænsen mellem North Carolina og Virginia. 

## Eksterne links
- Vance Fødehjem Arkiveret 9. december 2003 hos  Wayback Machine
- Biografi fra North Carolina State Library Arkiveret 5. juli 2006 hos  Wayback Machine
- Biografi fra Kongressen